# Midori (cidade)
Ota (Japonês: みどり市, Midori-shi) é uma cidade japonesa localizada na província de Gunma.
Em 1 de Outubro de 2007 a cidade tinha uma população estimada em 51 927 habitantes e uma densidade populacional de 249,4 h/km². Tem uma área total de 208,23 km².
Recebeu o estatuto de cidade a 27 de Março de 2006.